# تشكيلة عسكرية
تشكيلات الجيوش تختلف في التفاصيل ولكن هناك تشكيلات أساسية موجودة في جميع الجيوش توزع في الدول جغرافيا حسب الحاجة:
- 1. الأسلحة القتالية المختلفة: 
  - 1) سلاح الجو
  - 2) الدفاع الجوي
  - 3) سلاح المدفعية
  - 4) سلاح المدرعات
  - 5) سلاح البحرية
  - 6) هندسة عسكرية
  - 7) القوات الخاصة
  - 8) الاستخبارات العسكرية
- 3. التوجيه المعنوي
- 4. الخدمات الطبية
- 5. الإدارة والإمداد والخدمات اللوجستية
- 6. الكليات العسكرية والتدريب
- 7. المحاكم العسكرية
- 8. الشرطة العسكرية

وهناك دول مثل الولايات المتحدة الأمريكية فهي تقسم قواتها المسلحة إلى:
- 1. القوات البرية ومشكلة من عدة جيوش
- 2. القوات البحرية ومشكلة من عدة أساطيل.
- 3. القوات الجوية ومشكلة من عدة وحدات وقواعد جوية.
- 4. حرس الحدود وهي القوات التي تبقى لحماية الدولة.

ولكل من هذه التشكيلات استقلالية نامة عن الأخرى ولها اكتفاء ذاتي بكافة العناصر المذكورة أعلاه. ويجمع بينها رئاسة أركان مشتركة.